# JR東日本パス
JR東日本パス（ジェイアールひがしにほんパス）は、東日本旅客鉄道（JR東日本）が発売する、期間指定でJR東日本全線と、東北地方・上越地方の一部第三セクター線が乗り放題となる特別企画乗車券（トクトクきっぷ）である。なお、本項では、前身相当の『E・Eきっぷ』と後身相当の『旅せよ平日!JR東日本たびキュン♥早割パス』についても、併せて記述する。

## 概要
2003年（平成15年）1月、JR東日本は同社の完全民営化を記念しての謝恩きっぷとなる本きっぷを発表。同年2月より発売、3月に実施した。それに際して、東北新幹線を中心として新幹線の臨時増発も行っている。
2011年（平成23年）5月、JR東日本は東日本大震災復興推進キャンペーンの一環として、ボランティアや現地被災地への移動に役立つようにと本きっぷを復活させた。
従来のウィークエンドパスやスリーデーパスと異なり、特急料金が内梱されており、本きっぷのみで新幹線や特急・急行列車の自由席にそのまま乗車できる。以前販売されていた「正月パス」や「三連休パス」・「土・日きっぷ」に仕様が近い乗車券である。
一日乗車券の形態を採っており、1枚で日帰りに使ったり、行きと帰りを異なる日付に設定して旅先への長期滞在に使ったりするなど、自由度の高い利用が可能である。
2022年（令和4年）10月には、鉄道開業150年記念企画として「鉄道開業150年記念JR東日本パス」を発売した。なお、2022年発売分は、「えきねっと（Web）」でのみ発売し、駅窓口等では扱わなかった。2023年（令和5年）3月にも同様のきっぷが「鉄道開業150年記念ファイナル JR東日本パス」として発売される。
JR東日本は、1987年4月の国鉄分割民営化直後に会社創立記念として、5月9日から6月28日（発売額:大人1万円・小人5千円）までと11月6日から12月21日（発売額:大人1万5千円・小人7千5百円）までの期間、本きっぷの前身相当にあたる「E・Eきっぷ」を発売した。
また、JR東日本は、2024年1月14日から2月29日（利用可能期間は2月14日から3月14日の内の指定した平日の1日のみで、利用日の14日前までに購入）まで、本きっぷの実質の後継版に相当する『旅せよ平日!JR東日本たびキュン♥早割パス』を発売する。なお、指定席は本きっぷの2003年版・2011年版と同じ2回まで利用可能で、利用できる路線は本きっぷの2022年度版から富士山麓電気鉄道を除いた路線。また、本きっぷの2022年度版と同様、えきねっとでのみの発売で、発売額は2011年度版と同じ1万円となる。
さらに、2025年にも発売される事が決定した。発売期間は1月13日から2月27日（2日用は2月26日）まで、利用期間は2月13日から3月13日の平日。利用条件は2024年発売分と同じだが、2025年発売分は、2日間用も発売される（2日間用は発売額1万8000円で、指定券発券は4回まで無料）。

## フリーエリア

### 2003年、2011年版
- 東日本旅客鉄道:鉄道線全線
- 青い森鉄道:青い森鉄道線全線
- IGRいわて銀河鉄道:いわて銀河鉄道線全線
- 北越急行:ほくほく線全線
- 上記以外を除く鉄道会社（東京⇔熱海間の東海道新幹線も含む）は利用できない。また、2011年（平成23年）に発売されたものは東日本大震災で不通となっている三陸地区を通る鉄道路線の代替バスも利用不可だった。

### 2022年度版
- 東日本旅客鉄道:鉄道線、BRT線（気仙沼線・大船渡線BRT）全線
- 青い森鉄道線:全線
- IGRいわて銀河鉄道線:全線
- 三陸鉄道:全線
- 北越急行:全線
- 伊豆急行:全線
- 富士山麓電気鉄道（富士急行線）:全線
- えちごトキめき鉄道:妙高はねうまライン直江津駅 - 新井駅間
- 北海道新幹線と北陸新幹線（上越妙高 - 金沢間）は利用できない。

### 2024年、2025年版
- 東日本旅客鉄道:鉄道線、BRT線（気仙沼線・大船渡線BRT）全線
- 青い森鉄道線:全線
- IGRいわて銀河鉄道線:全線
- 三陸鉄道:全線
- 北越急行:全線
- えちごトキめき鉄道:妙高はねうまライン直江津駅 - 新井駅間
- 北海道新幹線と北陸新幹線（上越妙高 - 敦賀間）は利用できない。

## 利用できる列車・設備
新幹線（はやぶさ号を含む）・特急・急行・普通列車（快速を含む）の普通車自由席が乗り降り自由となる。あらかじめ指定を受けることにより、普通車の指定席を2回（鉄道開業150年記念版および「キュン♡パス」2日用では4回。座席未指定券を含む）まで利用できる。ただし、指定席を3回（鉄道開業150年記念版および「キュン♡パス」2日用では5回）以上利用する場合、または事前に指定を受けずに指定席を利用した場合（座席未指定券を指定券利用の回数内で発券した場合を除く）には、運賃のみ有効となり、別に特急料金等が必要となる。
グランクラス・グリーン車・ホームライナー・寝台車・個室を利用する場合は運賃のみ有効で、別に特別料金券が必要となる。
2011年発売分までは立席特急券の発行を受けて寝台車を利用することは可能だったが、この場合は指定を受けるのと同様の扱いとなり1回に数えられていた。
また、特急券などの料金券は特別に割引されたもの（ジパング倶楽部割引など）と本きっぷを組み合わせての利用はできない。原則として無割引の料金券のみ組み合わせが可能であるが、株主優待またはJRE BANK優待によって割引された料金券や「在来線チケットレス特急券」（トク割・JRE POINT特典含む）とは併用できる。なお、「キュン♡パス」の場合はおとな・こども同額のため、小学生以下であってもおとな料金の料金券が必要となる。
きっぷの提示により、駅レンタカーの割引プランが利用できる。

### はやぶさ号とはやて号、こまち号、つばさ号の特例
- はやぶさ号、はやて号（2011年発売分までは自由席連結列車を除く）の盛岡 - 新青森間と、こまち号の盛岡 - 秋田間の立席の利用は、指定席発券の回数として数えない（JR東日本パス本券のみで利用できる）。この区間を越えて「はやぶさ号」「はやて号」「こまち号」を利用する場合は、指定席発券の回数として数えられる。ただし、仙台 - 盛岡間で途中停車駅がある「はやぶさ号」「はやて号」「こまち号」は、立席で仙台以北を利用する場合に限りJR東日本パス本券のみで利用できる。
- つばさ号の福島 - 新庄間の立席の利用は、指定席発券の回数として数えない（JR東日本パス本券のみで利用できる）。この区間を越えて「つばさ号」を利用する場合は、指定席発券の回数として数えられる。

## 発売期間と有効期限
- 発売期間：指定された利用開始日の1か月前から前日（鉄道開業150年記念版は利用開始日の3日前）まで。当日発売はしない。

使用期間
- 2003年発売分：2003年3月1日、2日、8日、9日、15日、16日の指定した1日又は連続する2日間。
- 2011年発売分：2011年6月11日 - 6月20日、7月9日 - 7月18日の指定した1日間。
- 2022年度発売分：2022年10月14日 - 10月27日、2023年3月2日 - 3月15日の内の連続する3日間。
- 2024年発売分：2024年2月14日 - 3月14日（土休日除く）の指定した1日間。
- 2025年発売分：2025年2月13日 - 3月13日（土休日除く）の指定した1日間または連続する2日間。

## 価格
2003年発売分
- おとな 8,000円（1日用）・12,000円（2日用）
- 中高生 3,000円（1日用）・4,000円（2日用）
- こども 1,500円（1日用）・2,000円（2日用）

2011年発売分
- おとな 10,000円
- こども 5,000円

2022年度発売分
- おとな 22,150 円
- こども 10,150 円

2024年発売分
- おとな 10,000円（こども同額）

2025年発売分
- おとな 10,000円（1日用、こども同額）・18,000円（2日用、こども同額）

## 条件など
- 指定席の変更：指定列車の出発時刻まで、1回のみ変更できる。
- 利用開始日の変更：変更先の使用開始日の前日（鉄道開業150年記念版は3日前、キュン♡パスは14日前）までに1回に限って変更ができる。
- 利用開始日前か有効期間内までに未使用に限り、払い戻しができる。手数料として630円がきっぷの金額から徴収される。ただし、指定席券を発行した場合は、該当列車の出発時刻を過ぎた場合は未使用でも払い戻しできない。
- 列車の遅延や運行不能での払い戻しはできない。